# Katwijk aan den Rijn
Pour les articles homonymes, voir Katwijk.
Katwijk aan den Rijn est un village situé dans la commune néerlandaise de Katwijk, dans la province de la Hollande-Méridionale. Le 1er janvier 2007, le village comptait 6 020 habitants.